# Tómame o déjame (serie de televisión)
Tómame o déjame es una serie de televisión producida por VIP 2000, Nirvana Films y Televen en 2017. La serie es dirigida por Ricardo Álamo y escrita por César Sierra; grabada en Miami, Estados Unidos, con un elenco de actores americanos.
Las grabaciones empezaron en 2015. El primer capítulo se estrenó el 18 de junio de 2017 (En Venezuela se estrenó el 4 de junio).

## Sinopsis
“Tómame o Déjame” narra la historia de amor de dos personas diametralmente opuestas. Las vidas de los personajes se desenvuelven alrededor de un canal de televisión donde se transmite el talk show de mayor índice de audiencia de la TV, “El Tamaño no lo es Todo”, conducido por la sexóloga con mayor reputación del país. Todo comienza a cambiar cuando aparece un hombre misterioso, experto en el arte del amor tántrico, para alterar tanto el rumbo del programa como el de su conductora al competir con su propio talk show titulado “El Tamaño del Amor”.
La trama gira en torno a la vida de una famosa sexóloga que tiene un talk show llamado El tamaño no lo es todo. Este talk show es número uno en índices de audiencia. Esta mujer, quien considera que todo debe estar planeado, conoce a un hombre que viene de la India de estudiar el sexo tántrico, y es todo lo opuesto a ella: cree en la espontaneidad y en que nada se planifica.

## Elenco
- Guido Massri - Adam Ramírez
- Maite Embil - Lara Aranguren
- Scarlet Ortiz - Ida
- Zully Montero - Helena
- Eduardo Serrano - Andrés Aranguren
- Anastasia Mazzone - Emmanuelle
- Gilberto Reyes - Igor
- Aniluli Muñecas - Danny
- Yul Bürkle - Leonardo
- Robert Avellanet - JC
- Pedro Telemaco - Felipe
- Sully Díaz - Aurora de Ramírez
- Juan David Ferrer - Francisco
- Silvana Arias - Madre de Lara
- Enrique Sapene - Joe Malone
- Patricia De León - Raquel
- Marco Mastronelli
- Carlos Acosta-Milian - Capo de "Los Colocaos"
- Ricardo Álamo - Uday
- Eduardo Wasveiler - Godzila